# Мартін Готтфрід Вайсс
Мартін Готтфрід Вайсс (нім. Martin Gottfried Weiss; 3 червня 1905, Вайден — 29 травня 1946, Ландсберг-ам-Лех) — німецький офіцер, оберштурмбаннфюрер СС (18 травня 1944), комендант ряду нацистських концтаборів, включаючи Ноєнгамме, Майданек і Дахау. Воєнний злочинець, страчений за вироком основного військового процесу по службовцях концтабору Дахау.

## Біографія

### Раннє життя
Мартін Готтфрід Вайсс народився в багатодітній родині службовця залізниці, католика за віросповіданням. Крім Мартіна, в сім'ї виховувалося також дві дочки. Після закінчення школи він вступив у машинобудівне училище в Ландсгуті, яке закінчив у 1924 році. Згодом Вайсс деякий час працював на металургійному заводі, а потім три роки в компанії «Upper Palatine», що займалась виробництвом електрообладнання. У 1926 році Вайсс вступив в НСДАП і незабаром допоміг заснувати, а пізніше і ненадовго очолив місцевий осередок Гітлер'югенда в своєму рідному місті.
У 1928 році Мартін Вайсс, зацікавившись електромеханікою, переїхав в Бад-Франкенгаузен-Киффгойзер, де вступив до місцевого училище для вивчення електроустаткування. Він закінчив училище в 1930 році, але ще близько двох років залишався в ньому викладачем. У квітні 1932 року Вайсс звільнився і повернувся в рідне місто, де влітку того ж року приєднався до СС. У 1934 році Мартін Вайсс одружився, в сім'ї пізніше народилося двоє дітей.

### Служба в СС
З квітня по листопад 1933 року Мартін Вайсс працював охоронцем в концентраційному таборі Дахау. З листопада 1933 по лютий 1938 року був головою інженерної служби табору. З березня 1938 по квітень 1940 року займав посаду особистого ад'ютанта при комендантах табору Гансу Лоріцу і Александері Піорковскі. У квітні 1940 року призначений керівником будівництва, а в листопаді і комендантом концтабору Ноєнгамме. З 8 квітня по початок липня 1942 року суміщав цю посаду з посадою коменданта робочого табору Арбайтсдорф, потім передав справи своєму заступникові Вільгельму Шітлі.
1 вересня 1942 року Мартін Вайсс був призначений комендантом концтабору Дахау, змінивши на цій посаді Алекса Піорковскі. Вайсс залишався на посаді коменданта Дахау до 1 листопада 1943 року. Під керівництвом Мартіна Вайсса в таборі були покращені умови утримання ув'язнених, а ставлення охорони до них стало гуманнішим. Проте Вайсс несе особисту відповідальність за умертвіння 342 в'язні концтабору в результаті насильницької евтаназії відповідно до нацистської директиві 14f13. Крім того, за наказом Вайсса в період його комендантства були страчені 53 в'язні (35 через повішення, 18 через розстріл).
1 листопада 1943 року Вайсс був переведений на посаду коменданта концтабору Майданек, змінивши на цій посаді Германа Флорштедта, відстороненого від посади і заарештованого СС за звинуваченням в корупції і масових розкраданнях власності Третього Рейху. Вайсс прибув до табору 4 листопада, наступного день після масової страти 17 000 новоприбулих в'язнів, відібраних для умертвіння. Мартін Вайсс особисто керував процесом знищення свідоцтв і останків в'язнів.
З 1 листопада 1944 року по 25 квітня 1945 року Вайсс був керівником виробничих робіт в трудовому табір Мюльдорф, де в печерах знаходилося 2 заводи з виробництва винищувачів Messerschmitt Me.262. Під його керівництвом заводи працювали до останніх днів Третього Рейху, а в таборі від виснаження і хвороб померло кілька тисяч ув'язнених, чия примусова праця активно використовувався на виробництві.

### Арешт, суд і страта
У квітні 1945 року Вайсс був знову призначений комендантом Дахау, проте залишався на цій посаді всього 2 дні, з 26 по 28 квітня 1945 року, після чого внаслідок стрімкого наближення союзних військ був змушений разом з частиною охорони і персоналу втекти з табору всього за день до його звільнення. Проте, вже днем 29 квітня 1945 року Мартін Вайсс був заарештований в Мюнхені 19-річним капралом армії США Генрі Сенгером, який зупинив його в місті для банальної перевірки документів.
Мартін Вайсс проходив як один з головних обвинувачених на Основному військовому процесі по службовцям концтабору Дахау, який тривав з 13 листопада до 13 грудня 1945 року. На суді йому були пред'явлені звинувачення в «порушення законів і звичаїв війни», скоєні численних воєнних злочинів і злочинів проти людяності. Вайсс визнав провину лише частково. Зокрема, у відповідь на звинувачення в організації бессудової страти 53 в'язнів у період його першого комендантства в Дахау заявляв, що всі в'язні перебували у відомстві гестапо і були страчені за наказом РСХА і особисто Генріха Гіммлера. Крім того, Вайсс заявляв в свій захист про те, що особисто сприяв здачі концтабору Дахау союзникам в квітні 1945 року, проте свідки не підтвердили його слова.
В кінцевому підсумку Мартін Вайсс був визнаний винним за всіма пунктами висунутих йому звинувачень і 13 грудня 1945 року засуджений до смертної кари через повішення. Вирок був виконаний 29 травня 1946 року у дворі Ландсбергської в'язниці, де весь час свого ув'язнення утримувався Вайсс.

## Нагороди
- Кільце «Мертва голова»
- Почесна шпага рейхсфюрера СС
- Хрест Воєнних заслуг 2-го і 1-го класу з мечами